# Streets of London – Kidulthood
Streets of London – Kidulthood ist ein britisches Jugend-Filmdrama aus dem Jahr 2006. Es basiert auf einem Drehbuch von Noel Clarke, der im Film auch eine Hauptrolle besetzt und später bei den Nachfolgern Streets of London – Tag der Vergeltung sowie Brotherhood Regie führte.

## Handlung
Der Film beleuchtet einen Tag im Leben einiger West Londoner Schüler. Im Vorfeld erhängt sich die Schülerin Katie in ihrem Zimmer, nachdem sie von einigen Mitschülerinnen sowie einem älteren Jungen namens Sam gedemütigt und gemobbt wurde, und wird anschließend von ihrem älteren Bruder Lenny tot aufgefunden. Aufgrund dieses Vorfalls wird die Schule, die sowohl Katie wie auch die Hauptfiguren besuchen, für einen Tag geschlossen, um den Teenagern Zeit zum Trauern zu geben. Während die Freunde Trife, Jay und Moony sich dem Alkohol und Marihuana zuwenden, machen Trifes schwangere Ex-Freundin Alisa und Becky einen Ausflug in die Welt der Erwachsenen, um sich mithilfe von sexuellen Gefälligkeiten ihrerseits Drogen zu beschaffen.
In einer Sozialwohnsiedlung dringen Trife und seine Freunde in Sams Wohnung ein, wo sie einen Game Boy zurückholen, mit Sams Freundin intim werden und sich dessen Marihuana aneignen. Auf ihrer anschließenden Flucht schlagen sie sowohl den zurückgekehrten Sam wie auch dessen Mutter nieder. Nach dem Verkauf eines Teils der verdienten Drogen kaufen sich Alisa und Becky Kleider für eine Party, die am Abend stattfinden soll und treffen sich anschließend mit Jay und Moony. Trife besucht währenddessen seinen Onkel Curtis, der seinem Neffen einen Revolver schenkt und ihn anschließend mit in den Keller nimmt. Dort wird der Junge genötigt, einem zahlungsunwilligen Junkie mit einem Cuttermesser ein C in die Stirn zu ritzen.
Auf der Party finden Trife und Alisa, die bestätigen kann, dass er der Vater ihres ungeborenen Kindes ist, wieder zueinander. Sam erscheint mit einem Baseballschläger und attackiert Trife, Jay und Moony, wobei er es am ehesten auf Trife abgesehen hat, den er auf den Boden ringt und schwer verletzt. Katies Bruder Lenny fährt mit seinem Auto auf das Grundstück, zieht eine Waffe und richtet sie auf Sam, während er den Abschiedsbrief seiner toten Schwester vorliest. Trife hält Lenny mit den Worten „Er ist es nicht wert.“ davon ab, Sam zu erschießen. Die Party löst sich auf, als in der Ferne Sirenen zu hören sind, Trife verstirbt aber an seinen Verletzungen, bevor ihn ein Rettungswagen erreichen kann.

## Hintergrund
Noel Clarke, Drehbuchautor und Darsteller, sagte, er hätte auch eigene Erlebnisse mit in die Handlung einfließen lassen. Als Beispiele hierfür gab er Taxifahrer, die ihn (einen Schwarzen) ignoriert hätten oder Angestellte, die ihn fälschlicherweise des Ladendiebstahls beschuldigten, an. Er, Clarke, wolle mit seinem Werk niemanden moralisieren, jedoch vor allem jüngere Zuschauer davon abhalten, sich so zu entwickeln wie Trife, Alisa und die anderen Figuren. Die Handlungsorte sollten einen Kontrast zu den Teilen Londons bilden, die „hauptsächlich von japanischen Touristen frequentiert“ würden.

## Rezeption
Das Publikum des Portals Rotten Tomatoes vergab eine Wertung von 77 %.
Miranda Sawyer vom britischen Guardian lobte die talentierten Jungschauspieler, die „verkörpern“ würden, wofür „das moderne England im weitesten Sinne stünde: Anti-Autorität, Musik und Lust“. Sawyer erkannte authentische Dialoge echter Jugendlicher aus dem täglichen Leben ebenso wie den „Slang der Straße“ und befürwortete den Fokus der Handlung auf die jungen Protagonisten, aus deren Perspektive man den Tag erleben würde.
Die BBC, repräsentiert durch Adrian Hennigan, verglich Kidulthood mit dem bereits in den 1990er-Jahren gedrehten, US-amerikanischen Werk Kids. Hennigan empfand die schauspielerischen Leistungen der Protagonisten als wesentlich besser als die der Erwachsenen, Letzteren attestierte er gar stellenweise, an „Pantomime“ zu erinnern. Kidulthood hätte, so Hennigan, „frischen Wind“ in die britische Filmlandschaft gebracht, trotz oder gerade aufgrund von Elementen wie Drogenkonsum, Sex, ungewollter Schwangerschaft oder Gewalt, die „eine Woche lang die Seiten der Daily Mail füllen“ könnten.

## Filmmusik
Der Soundtrack ist sehr Rap-lastig, so steuerten einheimische Künstler wie Roots Manuva, The Streets, Dizzee Rascal und Shystie den Großteil der Filmmusik bei.

## Veröffentlichung
Eine Kinoaufführung des Films fand in Deutschland nicht statt, stattdessen wurde das Werk direkt auf DVD und Blu-ray veröffentlicht.